# Ludwig Agricola
Ludwig Agricola, auch Ludwig Bauer (* um 1508 in Kulmbach; † nach 1540 ebenda) war ein deutscher Theologe und Reformator.

## Leben
Agricola ging aus dem Augustinerkloster in Kulmbach hervor. 1525 immatrikulierte er sich zusammen mit Andreas Althamer an der Universität Wittenberg. Unter Philipp Melanchthon beschäftigte er sich besonders mit der Hebräischen Sprache. Auf Martin Luthers Empfehlung wird er vom Markgrafen Georg der Fromme von Brandenburg-Ansbach als Prediger im Kloster Kulmbach eingesetzt. Während dieser Zeit hat er am „Ratschlag der Geistlichkeit von Kulmbach“ mitgearbeitet.
Als er aus seiner Pfarrstelle vertrieben wurde, kehrte er nach Wittenberg zurück und wurde dort ein Jahr lang unterhalten. Auf Bitten des Markgrafen kehrte er danach nach Kulmbach zurück, obwohl ihn die Mönche dort ungern wieder sahen. 1528 unterschrieb er zusammen mit Kasper Löner und Tielemann Schnabel den Ratschlag „wider die Wiedertäufer“. Im darauf folgenden Jahr beteiligte er sich an den fränkischen Visitationen.
Als er von den Altgläubigen beschuldigt wurde, Unzucht getrieben zu haben, konnte er diese Anschuldigen als grundlos niederschlagen und setzte seine Arbeit an der Einführung einer Kulmbacher Kirchenordnung fort.
In seinem Predigeramt folgte ihm schon 1532 Valentin Wanner, der ebenfalls Augustiner in Maulbronn gewesen war. Über seine amtliche Wirksamkeit fehlen weitere Informationen, doch wird er nach 1540 noch als Pfarrer genannt.